# Bernie Ecclestone
Bernard Charles Ecclestone (n. 28 octombrie 1930, Bungay, Anglia, Regatul Unit) este un magnat de afaceri britanic. El este fostul director executiv al Grupului Formula 1, cea care administrează Formula 1 și controlează drepturile comerciale asupra sportului și deține parțial Delta Topco, compania mamă anterioară finală a Grupului Formula 1. A deținut această poziție timp de aproape 40 de ani și, ca atare, el a fost descris în jurnalism drept „Supremo F1”.
Controlul său asupra sportului, care a crescut de la pionieratul său în vânzarea drepturilor de televiziune la sfârșitul anilor '70, a fost în principal financiar, dar în condițiile Acordului Concord, el și companiile sale au gestionat și administrația, configurarea și logistica fiecărui Mare Premiu de Formula 1, făcându-l unul dintre cei mai bogați bărbați din Regatul Unit.
Ecclestone și partenerul de afaceri Flavio Briatore au deținut și clubul de fotbal englez Queens Park Rangers între 2007 și 2011.